# Еволюція навпаки
«Еволюція навпаки» (англ. Retrograde Evolution) — коротка науково-фантастична  повість Кліффорда Сімака, вперше опубліковане журналом «Science Fiction Plus» в квітні 1953 року.

## Сюжет
Торговий зореліт «Емма» в черговий раз прилетів на планету Зан, щоб купити у місцевої цивілізації гуманоїдів «гуглів» корені унікальної місцевої лікарської рослини «баабу». 
Земляни класифікували гуглів 10-им рівнем розвитку: сільська цивілізація перед-індустріального рівня.
Миролюбива цивілізація нараховувала 37 селищ, які управлялись почергово одним з них. Керівництво передавалось від селища до селища невідомою демократичною процедурою.
Але в цей раз торговці виявили, що цивілізація відкотилась до 14-го рівня: гуглі по своїй волі покинули селища, перестали розводити «баабу», живуть в примітивних куренях, і спілкуються урізаним варіантом своєї мови.
Капітан Ден Харт, розлючений комерційною невдачею, зажадав від координатора торгівлі Стіва Шелдона розібратись з незрозумілою ситуацією і схилити гуглів до торгівлі коренем «баабу».
Поодинокі гуглі стали приходити до корабля і розпитувати про різні примітивні речі, а потім запросили команду відвідати концерт і частування в селищі.
Команда підготувала музичні номери і прибула в селище.
В селищі в око впадала одна будівля - добре облаштована замкнена каплиця, де росла «баабу».
Після частування і примітивних виступів аборигенів, команда розпочала свої виступи і аборигени миттєво стали допомагати землянам.
Ті члени команди, які не брали участь у виступах були оточені парою місцевих, які закидували їх запитаннями.
До кінця концерту, місцеві перейняли всі навички землян.
Після цього вони відімкнули каплицю і винесли куб — дошку для тримірних шахів для гри одночасно проти інших 36 селищ і запевнили землян, що цього разу вони виграють.
Спантеличені земляни повернулись на корабель.
Шелдон почергово опитав усіх членів команди і виявив, що гуглі нікому не задавали однакових питань і в сукупності витягнули із землян набір знань, що трохи перевищує їх попередній рівень 10.
Із гри в шахи з віддаленими селищами, він заключив наявність в гуглів телепатії.
А синхронне впадання в дикість, на його думку, було запобіжником від перевищення рівня 10, після якого стають можливі війни.